# Josef Isser
Josef „Pepi” Isser (ur. 1926) – austriacki bobsleista i saneczkarz.
Na mistrzostwach świata w bobslejach zdobył trzy medale. W 1955 zdobył srebro, a w 1958 brąz w dwójkach, w parze z Paulem Aste. W 1962 wywalczył brąz w czwórkach startując z braćmi Franzem, Heinrichem i Fritzem.
Na mistrzostwach świata w saneczkarstwie wywalczył dwa medale w 1955: srebro w dwójkach ze swoją siostrą Marią oraz brąz w jedynkach. W mistrzostwach Europy w saneczkarstwie dwukrotnie zdobywał złoto, w 1954 w dwójkach oraz w 1956 w jedynkach. W swoim dorobku ma również srebro zdobyte w 1951 w parze z Heinrichem Isserem oraz brąz z 1952 w parze z Wilhelmem Lache.